# 커넥트 (샌디에고)
커넥트(영어: CONNECT)는 미국의 독립 비영리 기관이다. 미국 캘리포니아주 샌디에고에서 1985년에 설립된 미국 최초의 스타트업 지원기관(start-up accelerator)이다. 샌디에고의 첨단기술과 생명과학 창업가들에게 기술, 자금, 판로, 운영, 협력 등 여러 서비스를 연결해 주고 있고, 사무소는 샌디에고와 워싱턴 D.C.에 있다.

## 연혁
- 1985년 퀄컴의 창업자인 어윈 M. 제이컵스 등이 커넥트를 설립했다. 처음에는 캘리포니아 대학교 샌디에고 내부 부서로 시작했다. 이때는 샌디에고에서 여러 혁신적 첨단기술 기업과 생명과학 기업이 태동하던 때였고, 지역 경제 성장의 방향을 모색하고 있었다.
- 1986년 캘리포니아 대학교 샌디에고는 윌리엄 오터슨(William Otterson)을 선임하여 커넥트를 이끌게 하였다.
- 2005년 커넥트는 캘리포니아 대학교 샌디에고에서 분사했고, 커넥트 재단(CONNECT Foundation)이라는 자선기관(charitable foundation)과 커넥트 협회(CONNECT Association)라는 교역기관(trade organization)으로 분리됨으로써, 커넥트는 현재 이 협회를 통해 창업자와 혁신자들을 지지하는 역할도 수행하고 있다.[1]
- 2005년 커넥트는 '무선 생명과학 연합'(Wireless Life Sciences Alliance)을 공동설립했다.
- 2008년 커넥트는 '클린테크 샌디에고'(CleanTECH San Diego)를 설립했다.
- 2008년 커넥트는 '커텍트 에스아이'(CONNECT SI)를 설립했고, 2010년 이름을 '샌디에고 스포츠 혁신자들'(San Diego Sport Innovators, SDSI)로 바꾸었다.[2]

## 운영 프로그램
커넥트는 약 30개의 프로그램을 운영하고 있는데, 여기에는 연구기관 지원, 창업자 강연, 정책 개발, 시상 등 다양한 분야가 있다. 대표적인 것은 스프링보드(Springboard)인데, 새로운 혁신자이 사업 성공 경험자들로부터 기술 전수, 상업화, 국제화 등에 대해 무료로 조언받을 수 있도록 하는 프로그램이다.